# 塞里尼亞 (北里約格朗德州)
塞里尼亞（葡萄牙語：Serrinha），是巴西的城鎮，位於該國東北部，由北里約格朗德州負責管轄，始建於1963年10月2日，面積193平方公里，2010年人口6,581，人口密度每平方公里34.04人。